# 多賀秀敏 (官僚)
多賀 秀敏（たが ひでとし、1890年（明治23年）5月28日 - 1934年（昭和15年）7月14日）は、朝鮮総督府官僚。正五位勲六等。

## 経歴
大阪府大阪市出身。1918年（大正7年）、東京外国語学校英語学科を卒業。1921年（大正10年）には京都帝国大学法学部政治学科を卒業し、翌年に高等試験行政科に合格した。朝鮮総督府属、道警視、咸鏡南道商工課長・審査課長、同水産課試験場長、忠清南道学務課長・土木課長、京畿道学務課長、忠清南道財務部長、慶尚北道財務部長、大邱府尹、光州税務監督局長などを歴任した。
1934年（昭和15年）7月14日、病気療養中に大阪市の大阪帝国大学医学部附属医院で死去、44歳。同年5月中旬より入院していた。死没日をもって従五位から正五位に叙される。